# Position de la France sur la charte européenne des langues régionales ou minoritaires
La France a signé la Charte européenne des langues régionales ou minoritaires le 7 mai 1999.
Le Conseil économique et social des Nations unies a, en 2008, « suggéré » et « recommandé » à la France d'« envisager » la ratification de cette Charte.
L'Assemblée nationale a adopté en janvier 2014 un amendement constitutionnel permettant la ratification du traité, ce qui est une promesse de campagne de François Hollande, devenu Président de la République en 2012. Le Sénat devait débattre de l’amendement proposé entre le 27 octobre et le 3 novembre 2015. Ce « possible » traité concernait uniquement les langues qui sont encore parlées et non celles qui ont disparu. Étaient concernées : « le basque, le breton, le catalan, le corse, le néerlandais (flamand occidental et néerlandais standard), l'allemand (dialectes de l’allemand et allemand standard, langue régionale d’Alsace-Moselle) et l'occitan ». Le texte est finalement rejeté par le Sénat le 27 octobre 2015.

## Engagements de la France
La Charte ayant été signée mais pas ratifiée, la France n'a mis en vigueur aucun engagement. 
Lors de la signature de la Charte, le 7 mai 1999, la France « envisage [...] de s'engager à appliquer certains ou tous les paragraphes ou alinéas suivants de la partie III de la Charte » (39 sur les 98 que compte la Charte) :
- En matière d'enseignement en ce qui concerne le territoire sur lequel ces langues sont pratiquées, selon la situation de chacune de ces langues et sans préjudice de l'enseignement du français, la France s'engage :
  - à prévoir une éducation préscolaire totale ou substantielle dans les langues concernées au moins aux élèves dont les familles le souhaitent et dont le nombre est jugé suffisant ;
  - à prévoir un enseignement primaire total ou substantiel dans les langues concernées au moins aux élèves dont les familles le souhaitent et dont le nombre est jugé suffisant ;
  - à prévoir un enseignement secondaire total ou substantiel dans les langues concernées au moins aux élèves dont les familles le souhaitent et dont le nombre est jugé suffisant ;
  - à prévoir un enseignement technique et professionnel total ou substantiel dans les langues concernées au moins aux élèves dont les familles le souhaitent et dont le nombre est jugé suffisant ;
  - à prévoir un enseignement universitaire et d'autres formes d'enseignement supérieur dans les langues concernées ;
  - à proposer ces langues comme disciplines de l'éducation des adultes et de l'éducation permanente ;
  - à assurer l'enseignement de l'histoire et de la culture dont ces langues sont l'expression ;
  - à assurer la formation des enseignants nécessaires ;
  - à créer un organe de contrôle chargé de suivre les mesures prises et les progrès réalisés, et à établir sur des rapports périodiques publics.

- En matière d'enseignement en ce qui concerne les territoires autres que ceux sur lesquels ces langues sont traditionnellement pratiquées, la France s'engage à autoriser, à encourager ou à mettre en place, si le nombre des locuteurs d'une langue le justifie, un enseignement dans la langue.

- La France s'engage à rendre accessibles, dans les langues concernées, les textes législatifs nationaux les plus importants et ceux qui concernent particulièrement les utilisateurs de ces langues.

- En ce qui concerne les collectivités locales où réside un nombre de locuteurs des langues concernées qui justifie les mesures ci-après, la France s'engage à permettre et/ou à encourager :
  - la publication par les collectivités régionales des textes officiels dont elles sont à l'origine également dans les langues concernées ;
  - la publication par les collectivités locales de leurs textes officiels également dans les langues concernées ;
  - l'emploi ou l'adoption, le cas échéant conjointement avec la dénomination en français, des formes traditionnelles et correctes de la toponymie dans les langues concernées.

- La France s'engage, pour les locuteurs des langues concernées, sur les territoires où ces langues sont pratiquées, selon la situation de chaque langue, dans la mesure où les autorités publiques ont, de façon directe ou indirecte, une compétence, des pouvoirs ou un rôle dans ce domaine, en respectant les principes d'indépendance et d'autonomie des médias :
  - à prendre les dispositions appropriées pour que les radios et télévisions programment des émissions dans les langues concernées ;
  - à encourager et/ou à faciliter l'émission de programmes de radio dans les langues concernées, de façon régulière ;
  - à encourager et/ou à faciliter la diffusion de programmes de télévision dans les langues concernées, de façon régulière ;
  - à encourager et/ou à faciliter la production et la diffusion d'œuvres audio et audiovisuelles dans les langues concernées ;
  - à encourager et/ou à faciliter la publication d'articles de presse dans les langues concernées, de façon régulière ;
  - à étendre les mesures existantes d'assistance financière aux productions audiovisuelles pour les langues concernées ;
  - à soutenir la formation de journalistes et autres personnels pour les médias employant les langues régionales ou minoritaires.

- En matière d'activités et d'équipements culturels – en particulier de bibliothèques, de vidéothèques, de centres culturels, de musées, d'archives, d'académies, de théâtres et de cinémas, ainsi que de travaux littéraires et de production cinématographique, d'expression culturelle populaire, de festivals, d'industries culturelles, incluant notamment l'utilisation des technologies nouvelles – la France s'engage, en ce qui concerne le territoire sur lequel de telles langues sont pratiquées et dans la mesure où les autorités publiques ont une compétence, des pouvoirs ou un rôle dans ce domaine :
  - à encourager l'expression et les initiatives propres aux langues concernées, et à favoriser les différents moyens d'accès aux œuvres produites dans ces langues ;
  - à favoriser les différents moyens d'accès dans d'autres langues aux œuvres produites dans les langues concernées, en aidant et en développant les activités de traduction, de doublage, de post-synchronisation et de sous-titrage ;
  - à favoriser l'accès dans ces langues à des œuvres produites dans d'autres langues, en aidant et en développant les activités de traduction, de doublage, de post-synchronisation et de sous-titrage ;
  - à veiller à ce que les organismes chargés d'entreprendre ou de soutenir diverses formes d'activités culturelles intègrent dans une mesure appropriée la connaissance et la pratique des langues et des cultures régionales ou minoritaires dans les opérations dont ils ont l'initiative ou auxquelles ils apportent un soutien ;
  - à favoriser la mise à la disposition des organismes chargés d'entreprendre ou de soutenir des activités culturelles d'un personnel maîtrisant la langue régionale ou minoritaire, en plus du français ;
  - à encourager et/ou à faciliter la création d'un ou de plusieurs organismes chargés de collecter, de recevoir en dépôt et de présenter ou publier les œuvres produites dans les langues concernées.

- En ce qui concerne les territoires autres que ceux sur lesquels les langues concernées sont traditionnellement pratiquées, la France s'engage à autoriser, à encourager et/ou à prévoir, si le nombre des locuteurs le justifie, des activités ou équipements culturels appropriés.

- La France s'engage, dans sa politique culturelle à l'étranger, à donner une place appropriée aux langues régionales ou minoritaires et à la culture dont elles sont l'expression.

- En ce qui concerne les activités économiques et sociales, la France s'engage :
  - à interdire l'exclusion ou la limitation de l'usage des langues concernées dans les règlements internes des entreprises ;
  - à s'opposer aux pratiques tendant à décourager l'usage des langues régionales ou minoritaires dans le cadre des activités économiques ou sociales ;
  - à faciliter et/ou à encourager l'usage de ces langues.

- En matière d'activités économiques et sociales, la France s'engage :
  - dans le secteur public, à réaliser des actions encourageant l'emploi des langues concernées ;
  - à rendre accessibles dans les langues régionales ou minoritaires les informations fournies par les autorités compétentes concernant les droits des consommateurs.

- La France s'engage :
  - à appliquer les accords bilatéraux et multilatéraux existants qui les lient aux États où la même langue est pratiquée de façon identique ou proche, ou à s'efforcer d'en conclure, si nécessaire, de façon à favoriser les contacts entre les locuteurs de la même langue dans les États concernés, dans les domaines de la culture, de l'enseignement, de l'information, de la formation professionnelle et de l'éducation permanente ;
  - dans l'intérêt des langues régionales ou minoritaires, à faciliter et/ou à promouvoir la coopération à travers les frontières, notamment entre collectivités régionales ou locales sur le territoire desquelles la même langue est pratiquée.

## Processus de ratification de la Charte par la France
Le processus de ratification a débuté, en 1999, sous la présidence de Jacques Chirac qui, après la signature, le 7 mai 1999, à Budapest, a saisi le Conseil constitutionnel par la procédure de l'article 54 afin de savoir si la ratification de la Charte européenne des langues régionales ou minoritaires devait être précédée, compte tenu de la déclaration interprétative faite par la France et des engagements qu'elle entend souscrire dans la partie III de cette convention, d'une révision de la Constitution, la commission chargée de préparer cette ratification ayant préparé, en ce sens, une liste de langues régionales ou minoritaires de France auxquelles s'appliqueraient des articles de la charte. 
Dans sa décision du 15 juin 1999, le Conseil, s'appuyant sur l'article 2 de la Constitution française qui dispose que « la langue de la République est le français », a décidé que la dite Charte comportait des clauses contraires à la Constitution. En adhérant à la Charte, la France méconnaîtrait les principes constitutionnels fondamentaux d’indivisibilité de la République, d’égalité devant la loi, d’unicité du peuple français et d’usage officiel de la langue française, des dispositions de l'article premier et second. Les Sages ont déclaré que « n'est contraire à la Constitution, eu égard à leur nature, aucun des autres engagements souscrits par la France, dont la plupart, au demeurant, se bornent à reconnaître des pratiques déjà mises en œuvre par la France en faveur des langues régionales », ce qui signifie que seuls les objectifs et les principes de la Charte sont contraires à la Constitution, tandis que ses modalités pratiques y sont conformes. 
Ratifier la charte nécessite de réviser les deux premiers articles de la Constitution. Cette révision n'a jamais eu lieu, au vu du caractère fondamental de ces dispositions constitutionnelles. Par ailleurs il a été envisagé, pour assurer la compatibilité avec la Constitution, de faire précéder la ratification d'un texte préliminaire, bien que ce texte ne soit pas valide, la Charte n'admettant pas de réserve. 
En juillet 2008, sous la présidence de Nicolas Sarkozy, la Loi constitutionnelle de modernisation des institutions de la Ve République a ajouté l'article 75-1 à la Constitution qui dispose que « les langues régionales appartiennent au patrimoine de la France » s'appuyant sur l'article 11 de la Déclaration des Droits de l'Homme et du Citoyen du 26 août 1789 : « La libre communication des pensées et des opinions est un des droits les plus précieux de l'Homme : tout Citoyen peut donc parler, écrire, imprimer librement, sauf à répondre de l'abus de cette liberté dans les cas déterminés par la Loi. »
Le Conseil d'État a confirmé en 2013 le jugement du Conseil constitutionnel. De même, le Conseil d’État a opposé un avis négatif à une telle ratification le 30 juillet 2015. 
Le 28 janvier 2014, une proposition de loi constitutionnelle est adoptée par l’Assemblée nationale pour ratifier la Charte. Le 31 juillet 2015, un projet de loi constitutionnelle est présenté en Conseil des ministres, afin de modifier la Constitution pour que la France puisse ratifier la charte. Le texte est rejeté par le Sénat le 27 octobre 2015.
En 2014 et 2015, la Région Alsace, les départements du Bas-Rhin et du Haut-Rhin et plusieurs villes et municipalités alsaciennes ont adopté des versions locales de la Charte européenne des langues régionales ou minoritaires, qui contiennent toute la définition suivante de la langue régionale : « Par l’expression « langue régionale », on entend la langue allemande dans ses formes dialectales (dialectes alémaniques et franciques parlés en Alsace et en Moselle) et dans sa forme standard (Hochdeutsch). » / „Im Sinne dieser Charta bezeichnet der Ausdruck „Regionalsprache“ die deutsche Sprache in ihren Mundartformen (die in Elsass-Lothringen gesprochenen alemannischen und fränkischen Mundarten) und in ihrer Standardform (Hochdeutsch).“